# Sukhobórie
Sukhobórie (en rus: Сухоборье) és un poble (un possiólok) de l'óblast de Lípetsk, a Rússia, que el 2013 tenia 232 habitants. Pertany al districte rural de Griazi.